# Liste des parcs de loisirs des États-Unis
Cet article est une liste des parcs d'attractions et parcs à thèmes aux États-Unis.

## Localisation des principaux parcs de loisirs des États-Unis
| Walt Disney World Universal Orlando Busch Gardens · Tampa Bay SeaWorld Orlando SeaWorld San Diego Disneyland Resort Universal Studios Hollywood Knott's Berry Farm Kings Island Cedar Point Hersheypark Busch Gardens Williamsburg Six Flags Great Adventure Six Flags Great America |

## Alabama
- Alabama Splash Adventure

## Arizona
- Castles N' Coasters
- Old Tucson Studios

## Arkansas
- Arkadelphia Aquatic Park
- Dinosaur World
- Dogpatch USA
- Magic Springs and Crystal Falls
- Wild River Country
- Willow Springs Water Park

## Californie
- Belmont Park
- California's Great America
- Castle Park
- Children's Fairyland
- Chutes Park (en)
- Disneyland Resort :
  - Disneyland
  - Disney California Adventure
- Gay's Lion Farm
- Gilroy Gardens
- Happy Hollow Park & Zoo
- Idora Park (en)
- Knott's Berry Farm
- Legoland California
- Six Flags Magic Mountain
- Neptune Beach (en)
- Ranch de Neverland
- Pacific Park
- Playland (en) (Playland at the Beach)
- Santa Cruz Beach Boardwalk
- Santa's Village
- SeaWorld San Diego
- Six Flags Discovery Kingdom
- Universal Studios Hollywood

## Caroline du Nord
- Carowinds
- Ghost Town in the Sky
- Tweetsie Railroad
- Wet 'n Wild Emerald Pointe (en)

## Caroline du Sud
- Family Kingdom Amusement Park
- Freestyle Music Park (fermé fin 2009)
- Magiquest

## Colorado
- Elitch Gardens
- Lakeside Amusement Park (en)

## Connecticut
- Lake Compounce

## Dakota du Sud
- Bedrock City

## Floride
- Adventure Island
- Big Kahuna's
- Boardwalk and Baseball
- Busch Gardens Tampa Bay
- Circus World
- Fantasy of Flight
- Holy Land Experience
- Islands of Adventure
- Jungle Island
- Legoland Florida
- Lion Country Safari
- Pioneer City
- SeaWorld Orlando
- Silver Springs Nature Theme Park
- Universal Orlando Resort :
  - Universal Studios Florida
  - Universal's Islands of Adventure
- Walt Disney World Resort :
  - Magic Kingdom
  - Epcot
  - Disney's Hollywood Studios
  - Disney's Animal Kingdom
  - Disney's Blizzard Beach 
  - Disney's Typhoon Lagoon
- Wild Waters

## Géorgie
- Lake Winnepesaukah (en)
- Six Flags Over Georgia
- Six Flags White Water
- Stone Mountain
- Summer Waves
- Wild Adventures

## Idaho
- Silverwood Theme Park

## Illinois
- Adventureland (en)
- Jetée Navy
- Kiddieland Amusement Park (en)
- Knight's Action Park
- Old Chicago
- Santa's Village
- Six Flags Great America

## Indiana
- Fun Spot Amusement Park & Zoo (en)
- Holiday World & Splashin' Safari
- Indiana Beach

## Iowa
- Adventureland

## Kansas
- Joyland Amusement Park (en)
- Schlitterbahn Vacation Village
- Wild West World

## Kentucky
- Beech Bend Park
- Kaintuck Territory

## Louisiane
- Blue Bayou and Dixie Landin' (en)
- Lincoln Beach amusement park (en)
- Lincoln Park (en)
- Pontchartrain Beach
- Six Flags New Orleans
- Spanish Fort, New Orleans
- White City

## Maine
- Funtown Splashtown USA

## Maryland
- Enchanted Forest (en)
- Six Flags America
- Trimper's Rides (en)

## Massachusetts
- Lincoln Park (en)
- Pleasure Island (en)
- Salem Willows
- Six Flags New England
- Whalom Park
- White City

## Michigan
- Michigan's Adventure

## Minnesota
- Big Island Amusement Park
- Excelsior Amusement Park (en)
- Nickelodeon Universe
- Paul Bunyan Land
- Valleyfair

## Missouri
- Celebration City
- Silver Dollar City
- Six Flags Hurricane Harbor
- Six Flags St. Louis
- White Water Branson
- Worlds of Fun

## Nevada
- Adventuredome (Circus Circus Las Vegas)
- MGM Grand Adventures Theme Park (fermé en 2000, MGM Grand Las Vegas)
- Star Trek: The Experience (en)
- The STRAT Hotel, Casino & Skypod

## New Hampshire
- Canobie Lake Park
- Santa's Village
- Story Land

## New Jersey
- Action Park
- Bowcraft Amusement Park (en)
- Jetée Casino (en)
- Clementon Amusement Park (en)
- Kid's World
- Morey's Piers
- Nickelodeon Universe
- Palace Amusements
- Palace of Depression
- Six Flags Great Adventure

## New York
- Adventureland (en)
- Al-Tro Island Park
- Coney Island :
  - Astroland
  - Luna Park
  - Steeplechase Park
- Enchanted Forest Water Safari (en)
- Land of Makebelieve
- Fantasy Island (en) (Martin's Fantasy Island)
- Midway State Park
- Playland
- Rockaways' Playland
- Seabreeze Amusement Park (en)
- Six Flags Darien Lake
- Six Flags Great Escape Theme Park & Lodge

## Ohio
- LeSourdsville Lake Amusement Park (en) (Americana Amusement Park)
- Cedar Point
- Coney Island (en)
- Euclid Beach Park
- Geauga Lake's Wildwater Kingdom
- Indianola Park (fermé en 1937)
- Kalahari Resort and Convention Center
- Kings Island
- Memphis Kiddie Park
- Olentangy Park
- SeaWorld Ohio (voir Geauga Lake)
- Zoombezi Bay (en)

## Oklahoma
- Bell's Amusement Park (en)
- Frontier City
- White Water Bay

## Oregon
- Enchanted Forest (en)
- Jantzen Beach
- Lotus Isle
- Oaks Amusement Park (en)

## Pennsylvanie
- Angela Park
- Conneaut Lake Park
- DelGrosso's Amusement Park
- Dorney Park & Wildwater Kingdom
- Dutch Wonderland
- Hershey Entertainment Complex
- Hershey's Chocolate World
- Hersheypark
- Idlewild and Soak Zone
- Kennywood
- Knoebels
- Lakemont Park
- Nay Aug Amusement Park
- Sesame Place
- Tumble Bug
- Waldameer Park

## Tennessee
- Adventure River
- Bud Boogie Beach
- Dollywood et Dollywood's Splash Country
- Libertyland (en)
- Opryland USA

## Texas
- Boardwalk Fun Park
- Galveston Island Historic Pleasure Pier
- Hanna-Barbera Land
- Joyland Amusement Park (en)
- Kemah Boardwalk
- Natural Bridge Wildlife Ranch
- Peppermint Park
- SeaWorld San Antonio
- Seven Seas Marine Life Park
- Six Flags Astroworld
- Six Flags Fiesta Texas
- Six Flags Over Texas
- Wonder World

## Utah
- Evermore Park
- Lagoon

## Virginie
- Busch Gardens Williamsburg
- Go-Karts Plus
- Kings Dominion
- Water Country USA

## Virginie-Occidentale
- Camden Park (en)

## Washington
- Seattle Center
- Wild Waves Theme Park

## Wisconsin
- Action City
- Bay Beach Amusement Park (en)
- Henry Maier Festival Park
- Kalahari Resort and Convention Center
- Little Amerricka (en)
- Mt. Olympus Water & Theme Park
- Noah's Ark Water Park
- Northern Wisconsin State Fair
- Riverview Park & Waterworld
- Timber Falls Adventure Park
- Wisconsin State Fair Park